# Night Sun
Night Sun fue una banda alemana de proto-metal formada en 1970, recordada en la actualidad por ser una de las primeras bandas en la escena del metal alemán junto a Scorpions y Lucifer's Friend, especialmente por su incursión en lo que más tarde se conocería como metal progresivo.

## Historia
Night Sun se originó a partir de la banda de jazz de finales de los 60 llamada Take Five. Inicialmente se llamaron Night Sun Mournin', integrada por Bruno Schaab, Walter Kirchgassner, Knut Rossler y Ulrich Staudt, pronto retiraron la última palabra y lo usaron, en su lugar, como el título de su único trabajo discográfico Mournin', el cual se imprimió a través del sello Polydor Records en 1972. Producido por el respetado ingeniero y productor musical Conny Plank, el álbum, con notorias influencias de King Crimson y Black Sabbath, fue comparado con artistas como Uriah Heep, Atomic Rooster y sus compatriotas Lucifer's Friend.
Con un resultado siendo tal vez demasiado ecléctico y diverso para su época, la banda apenas gozó de un mínimo éxito en su escena local, provocando que Night Sun se separara prematura y permanentemente en 1973, sin ningún otro registro a su haber.
Su frontman Bruno Schaab obtendría un reconocimiento adicional cuando brevemente se unió al grupo de krautrock Guru Guru, a diferencia del resto de los miembros de Night Sun, quienes pronto cayeron al olvido, convirtiendo a Night Sun en una banda de culto y atrayendo poco a poco seguidores entusiastas con el origen tanto del heavy metal como del metal progresivo mismo.
Su actividad más reciente fue el relanzamiento en edición limitada de Mournin' a través del sello Second Battle en 2012.

## Miembros
- Bruno Schaab - Vocalista, bajista (1970–1973)
- Walter Kirchgassner - Guitarrista (1970–1973)
- Ulrich Staudt - Baterista, percusión (1970–1973)
- Knut Rossler - Órgano, piano, trompeta, fagot (1970–1973)

## Discografía
- Mournin' - 1972